# Gibson Flying V

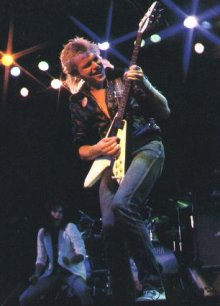
En Gibson Flying V, som spelas av Michael Schenker.

Gibson Flying V är en elgitarr och introducerades år 1958. Gitarren tillverkades under flera olika perioder. Första modellen, 1958–1963, är den mest eftertraktade. Under större delen av denna period (1958–1961/62, ev. också 1963) tillverkades gitarren med P.A.F humbuckermickar, som anses vara det bästa bland gitarrmickar. Dessa mickar kombinerat med den kvalité som Gibson under denna period levererade gör gitarren till en mycket omtyckt och eftertraktad gitarr under 1970–1980-talet framför allt inom rock/hårdrocken, kanske just på grund av dess form som skilde sig mycket från dåtidens gitarrer. På grund av de små upplagorna som producerades har gitarren blivit väldigt dyr. Denna modell slutade produceras 1963.
1966–1969 började man tillverka en modifierad kopia av den tidigare modellen med ringa förändringar men nytt var att den hade svaj och var tillverkad av vanlig mahogny. Kroppen var nu gjord i ett stycke mahogny, 58:an var i två bitar African Korina (Terminalia superba). Gibson kallade 1967–1969 års modell för V-factor, och den är nästan lika eftertraktad idag, så finns även den modellen med i historieböckerna. 1966 tillverkades bara 2 stycken Sunburst, 1967 tillverkades 44 st Sunburst och 67 st Cherry, 1968 tillverkades ingen, 1969 tillverkades 15 st Sunburst varav en var vänsterhänt (till Jimi Hendrix). Jimi hade två stycken högerhänta, en Cherry (med psykedelisk målning) och en Sunburst. Den vänsterhänta som Gibson tillverkades åt honom var en vänsterhänt Cherry med Diamond Shaped Pearloid inlägg i halsen och gulddelar och man säger att Jimi bara hade den under de sista gigen han gjorde, bl.a. Gröna Lund 31/8-1970.
1970–1971 kom den s.k. Medalion Flying Vee som sägs ha tillverkats i ca 400 exemplar.
1975 började den stora serieproduktionen av Flying Veen, nästan 2000 exemplar byggdes och gitarren har tillverkats sedan dess med små variationer.
1982 kom första riktiga kopian av 1959 års Gibson Flying V. Denna levererades med V-format brunt gitarrfodral. Den tillverkades fram till 1983.
Idag tillverkar Gibson flera olika modeller av Flying V. Modeller med 1959 års spec, 1968 års spec, etc.
Tidiga användare var Lonnie Mack och Albert King. Jimi Hendrix använde Flying V i slutet av 1960-talet. Andra kända användare av Flying V är Michael Schenker samt James Hetfield och Kirk Hammet från Metallica.